# Épuisement du moi
L’épuisement du moi, ou épuisement du Soi, renvoie à l’idée selon laquelle la capacité de maîtrise de soi s’affaiblit après un effort volontaire intense, comme si la volonté puisait dans un réservoir limité de ressources mentales. Lorsque ce réservoir est temporairement vidé, les facultés de maîtrise s’en trouvent réduites. Concrètement, une activité exigeant un effort de volonté — par exemple résister à une tentation, refouler une émotion ou se conformer à une règle — peut nuire à la performance dans une autre tâche, même sans lien apparent, si celle-ci mobilise elle aussi la maîtrise de soi. On appelle « épuisement du moi » cet état passager durant lequel une personne se sent moins capable de résister à des impulsions, moins persévérante ou plus encline à la distraction.
Les chercheurs s’y intéressent de près, car ce phénomène semble concerner de nombreux aspects du comportement humain, aussi bien dans la vie personnelle que dans les relations sociales. La maîtrise de soi joue un rôle déterminant dans la gestion des émotions, la prise de décisions, l’effort intellectuel ou la coopération avec autrui. C’est pourquoi l’épuisement du moi constitue un sujet de recherche essentiel en psychologie expérimentale, en particulier en psychologie sociale. Toutefois, cette idée a suscité des débats. Si certaines études ont confirmé l’existence d’un effet mesurable d’épuisement du moi, d’autres en ont remis en cause la portée. Une méta-analyse influente, réalisée en 2010 par les psychologues Martin Hagger et Nikos Chatzisarantis, semblait apporter un soutien solide à cette théorie. Mais quelques années plus tard, les mêmes auteurs ont dirigé une vaste étude de réplication, impliquant 23 laboratoires, qui n’a pas permis de reproduire l’effet de manière concluante.
Ce désaccord scientifique montre que la question reste ouverte : le modèle de l’épuisement du moi rend compte de nombreux faits observables, mais son fondement théorique et sa portée exacte font encore l’objet de discussions. Les recherches se poursuivent pour mieux cerner les conditions dans lesquelles la volonté fléchit — et pour comprendre les moyens de la renforcer.

## Premières preuves expérimentales

### Modèle de la force de la volonté: analogie avec le muscle
Le psychologue social américain Roy Baumeister et ses collaborateurs ont proposé un modèle selon lequel la maîtrise de soi fonctionnerait comme un muscle : elle peut se renforcer à l’usage, mais aussi s’épuiser lorsqu’elle est sollicitée de manière répétée. Cette comparaison imagée repose sur l’idée que nos capacités à nous maîtriser — qu’il s’agisse de résister à une tentation, de contenir une émotion ou de soutenir notre attention — puisent toutes dans une même réserve d’énergie mentale. Or, cette réserve n’est pas inépuisable : une tâche exigeante, mobilisant fortement l’autorégulation, peut affaiblir notre capacité à faire face à une tâche ultérieure, même de nature différente. Plusieurs études expérimentales sont venues conforter cette hypothèse dite « modèle de la force de la volonté » (strength model), selon laquelle l’épuisement du moi résulte d’une surcharge transitoire des mécanismes d’autorégulation.

### Une expérience fondatrice (1998)
L’un des protocoles expérimentaux les plus connus, mis au point par Roy Baumeister, Ellen Bratslavsky, Mark Muraven et Dianne Tice en 1998, illustre bien ce phénomène. Dans une expérience devenue classique, on demandait à des participants à jeun de patienter dans une pièce où se trouvait une assiette de biscuits au chocolat, dégageant une odeur appétissante. Un premier groupe avait pour consigne d’y goûter, tandis qu’un second devait se restreindre et manger à la place des radis, moins attirants.

#### Résister à la tentation affaiblit l’effort cognitif
Cette tâche, qui sollicitait la maîtrise de soi (résister à la tentation immédiate), était suivie d’un exercice de persévérance intellectuelle : résoudre un casse-tête de géométrie insoluble. Les chercheurs ont constaté que les participants du groupe privé de biscuits abandonnaient nettement plus vite que les autres. L’effort initial de maîtrise de soi semblait avoir entamé leur capacité à soutenir un effort cognitif ultérieur, ce qui suggère un affaiblissement temporaire des mécanismes d’autorégulation.

#### L’effet du discours contraire aux convictions
Les chercheurs ont aussi observé que le simple fait de défendre volontairement un point de vue contraire à ses convictions personnelles pouvait affaiblir la capacité d’autorégulation. Dans cette situation, les participants montraient moins de persévérance lorsqu’ils s’attaquaient ensuite au casse-tête insoluble, ce qui révélait un état d’épuisement du moi.

#### Le rôle du choix et de la dissonance volontaire
En revanche, l’effet était moins marqué lorsque les participants étaient obligés de rédiger un discours contraire à leurs opinions. D’après les chercheurs, c’est le fait de défendre une idée opposée à ses valeurs et de le faire par choix qui puise le plus dans les ressources mentales. Autrement dit, la volonté semble d’autant plus sollicitée que le comportement est à la fois coûteux sur le plan psychique et accompli librement. Ces résultats montrent que l’épuisement du moi peut survenir dans des contextes très divers, ce qui tend à confirmer que ce phénomène ne dépend pas uniquement du type de tâche, mais reflète un mécanisme général de fatigue des fonctions autorégulatrices.

#### Une démonstration décisive de l’épuisement du moi
Cette expérience a joué un rôle clé, car elle a permis aux chercheurs de réunir des observations issues d’études antérieures suggérant l’existence d’un modèle de la volonté fondé sur une force mentale limitée. Avec cette étude, Baumeister et ses collègues ont fourni la première démonstration expérimentale directe de l’épuisement du moi, ce qui a suscité un vif intérêt dans le domaine de la psychologie.

## Causes physiologiques

### Le rôle du glucose dans la maîtrise de soi
Des chercheurs se sont penchés sur le rôle du glucose — ce sucre présent dans de nombreux aliments — en tant que source d’énergie essentielle à l’autorégulation. On sait que le glucose est le principal carburant du corps, mais aussi du cerveau. Plusieurs expériences ont montré que lorsque le taux de glucose sanguin diminue, les capacités de maîtrise de soi tendent à s’affaiblir. À l’inverse, un apport en glucose pourrait contribuer à rétablir cette capacité mentale, souvent sollicitée lors d’un effort prolongé.

### L’effet signalétique du sucre et la régulation comportementale
Toutefois, certaines de ces conclusions ont été contestées par la suite. Des recherches plus récentes ont démontré qu’il suffit parfois de goûter — sans avaler — une boisson sucrée pour améliorer la stabilité dans les comportements autorégulés,,. Ce simple contact avec le sucre semble activer des circuits de gratification cérébrale. Cet effet signalétique est absent avec les édulcorants artificiels.

### Variabilité cardiaque et effort de maîtrise
Une expérience menée par Suzanne Segerstrom (2007) et Lise Solberg Nes a révélé que la variabilité de la fréquence cardiaque (VFC) constitue à la fois un indicateur d’épuisement du moi et un signe avant-coureur de la capacité de maîtrise de soi avant une tâche.

### Mécanismes neuronaux associés à l’épuisement du moi
Grâce aux techniques d’enregistrement cérébral, les chercheurs ont observé ce qui se passe dans le cerveau lorsque la maîtrise de soi vient à faiblir. Selon certains modèles cognitifs et neurophysiologiques, un système interne veille à détecter les écarts entre le comportement réel et les objectifs poursuivis. Ce mécanisme de « surveillance des conflits » intervient pour corriger les erreurs de conduite ou d’attention.
Les chercheurs ont identifié un signal cérébral particulier, appelé négativité liée à l’erreur (NLE), qui se manifeste quelques millisecondes après une faute. Il s’agit d’une onde électrique transitoire, repérable par électroencéphalogramme (EEG), et qui semble émise par une région du cerveau nommée cortex cingulaire antérieur.
Dans une étude marquante, les psychologues Michael Inzlicht et Jennifer Gutsell ont montré que ce signal NLE était plus faible chez les personnes ayant dû, juste avant, réfréner volontairement leurs émotions. Cela suggère que l’épuisement mental consécutif à un effort de maîtrise de soi affaiblit les mécanismes neuronaux chargés de repérer les écarts ou de corriger les dérives.

### Limites méthodologiques et variabilité selon l’âge
Un grand nombre d’études sur l'épuisement du moi ont été réalisées auprès d’étudiants. Cela pose une question importante : ces résultats valent-ils aussi pour d’autres tranches d’âge ? Certains chercheurs estiment que les jeunes adultes pourraient être plus sensibles à cet épuisement mental, car les régions du cerveau associées à la maîtrise de soi — notamment le cortex préfrontal — continuent à se développer jusqu’au milieu de la vingtaine. Un indice en ce sens : une étude a montré que des participants de plus de 40 ans ne montraient aucun signe d’épuisement après avoir accompli une tâche réputée exigeante sur le plan de la maîtrise de soi, contrairement aux étudiants plus jeunes qui, eux, étaient nettement affectés.

## Conséquences psychologiques et comportementales

### Influence de l’épuisement du moi sur la culpabilité et le comportement prosocial
L’épuisement du moi semble également affecter les émotions morales, comme la culpabilité, ainsi que les comportements altruistes qui en découlent. Or, le sentiment de culpabilité, bien qu’inconfortable, joue un rôle important dans la régulation des relations sociales. Il favorise la réparation des torts et encourage des actions bénéfiques envers autrui.
Ce sentiment suppose toutefois une capacité à réfléchir sur ses actes passés et à évaluer ses propres écarts à des normes internes. Plusieurs recherches ont montré que cette faculté réflexive est affaiblie en situation d’épuisement du moi. Cela signifie que les personnes mentalement fatiguées sont moins enclines à se sentir coupables, et donc moins susceptibles d’adopter des comportements prosociaux.
Pour les besoins d’une étude menée par Hanyi Xu, Laurent Bègues et Brad Bushman, des participants ont d’abord été invités à réprimer leurs émotions tout en visionnant un film montrant des animaux abattus — un exercice éprouvant qui induit un état d’épuisement du moi. Ensuite, ils ont participé à un jeu dans lequel un joueur adverse était exposé à des bruits désagréables à chaque erreur. Cette mise en scène visait à susciter un sentiment de culpabilité. Enfin, les participants pouvaient soit verser une somme d’argent à un autre joueur, soit faire un don à une œuvre caritative — deux indicateurs concrets de comportement prosocial.
Les résultats ont révélé que les participants épuisés se sentaient significativement moins coupables et donnaient moins d’argent que les autres. Ces données suggèrent que l’épuisement du moi agit de manière indirecte : en atténuant la culpabilité, il réduit aussi la propension à agir en faveur d’autrui.

### Degré de fatigue perçue et performance de maîtrise de soi
Les effets de l’épuisement du moi ne dépendent pas uniquement de l’état psychophysiologique réel de la personne. Il apparaît que le degré de fatigue perçue joue un rôle déterminant, indépendamment de la fatigue réelle. Ce phénomène, connu sous le nom de « fatigue illusoire », désigne une baisse des performances liée à la seule conviction d’être épuisé — même si, objectivement, ce n’est pas le cas.
Ce phénomène a été mis en évidence dans une expérience où les participants étaient soumis à une tâche soit exigeante, soit relativement simple. Ces épreuves visaient à induire, ou non, un véritable état d’épuisement du moi. Ensuite, tous devaient réaliser une tâche impliquant la mémoire de travail, et donc une certaine maîtrise de soi.
Mais avant cette deuxième tâche, on faisait croire à certains participants qu’ils étaient en pleine forme, alors même qu’ils avaient été soumis à une épreuve épuisante. Résultat : ceux qui pensaient ne pas être fatigués obtenaient de bien meilleurs scores que ceux qui croyaient l’être, quel que soit leur degré réel d’épuisement.
Ces résultats montrent que la perception de sa propre fatigue peut, à elle seule, altérer la capacité de régulation cognitive. Autrement dit, se croire fatigué peut suffire à amoindrir la performance, même sans épuisement réel.

### Motivation et croyances face à l’épuisement du moi
L’épuisement du moi produit des effets débilitants, notamment des troubles de la maîtrise de soi. Cependant, ces effets peuvent être temporairement atténués par des facteurs externes de motivation et des croyances favorisant une volonté illimitée. En 2012, Boucher et Kofos ont démontré que, chez des participants épuisés, la simple perspective d’une récompense monétaire améliore la performance lors d’une tâche sollicitant la maîtrise de soi.
Par ailleurs, des expériences menées par Carol Dweck, ainsi que des travaux ultérieurs de Roy Baumeister et Kathleen Vohs, ont mis en évidence que la croyance en une maîtrise de soi illimitée permet de réduire l’épuisement ressenti à court terme. Les participants convaincus qu’ils ne s’épuiseraient pas ont mieux réussi une seconde tâche sollicitant la maîtrise de soi, mais cette amélioration n’a pas été maintenue à long terme : une troisième tâche révélait un épuisement total.

## Implications concrètes de l’épuisement du moi
Dans un état d’épuisement du moi, la difficulté d’un individu à maintenir son autorégulation peut favoriser l’apparition de comportements indésirables, notamment des actes d’agression. La connaissance de ce phénomène, ainsi que la mise en œuvre de stratégies permettant de prévenir ou de compenser cet épuisement, s’avèrent donc précieuses dans de nombreuses situations concrètes[réf. nécessaire].

### Le défi des régimes alimentaires
Suivre un régime, c’est souvent lutter contre soi-même. Selon les chercheurs Kathleen Vohs et Todd Heatherton, ceux qui cherchent à limiter leur consommation de nourriture doivent sans cesse mobiliser leur maîtrise de soi pour ne pas céder à la tentation. Dans une expérience, des participants ont été invités à réprimer leurs émotions pendant qu’ils regardaient un film — un effort mental qui puise dans les ressources d’autorégulation. Lors d’un test de dégustation réalisé ensuite, ceux qui suivaient un régime ont consommé nettement plus de crème glacée que les autres. L’étude montre ainsi qu’une charge émotionnelle préalable peut affaiblir la discipline alimentaire : une fois les ressources mentales entamées, il devient plus difficile de résister à la tentation.

### Endurance mentale et performance physique
L’épuisement du moi n’affecte pas seulement la tête, mais aussi les jambes. Des chercheurs ont découvert que les sportifs de haut niveau sont moins performants physiquement après avoir accompli une tâche mentale exigeante. Autrement dit, la fatigue cognitive peut affaiblir la volonté nécessaire pour soutenir l’effort physique. Même si les muscles sont prêts, l’esprit, lui, ne suit plus. Ces résultats montrent que la maîtrise de soi fonctionne un peu comme un muscle : quand on le sollicite trop, il finit par faiblir.

### Quand faire ses courses devient épuisant
Faire des choix réfléchis, comparer les prix, résister aux tentations : tout cela demande de l’énergie mentale. Dans un environnement commercial surchargé d’options, le simple fait de consommer peut entraîner une situation d’épuisement du moi. À mesure que les décisions s’enchaînent, le risque de craquer pour un achat impulsif augmente, même si l’on avait de bonnes intentions au départ.
Des études montrent que certains messages publicitaires — comme ceux qui insistent sur ce qu’on « mérite » — peuvent accentuer la fatigue décisionnelle. Ajoutez à cela des offres complexes, des délais ou des contraintes pour obtenir un produit, et le consommateur, mentalement vidé, risque de choisir à contrecœur ou de payer plus cher pour éviter d’avoir à décider.
Par ailleurs, ceux qui ont une faible capacité de maîtrise de soi seraient plus enclins à rechercher des produits de prestige. Pour eux, acheter une marque valorisante peut redonner un sentiment de pouvoir sur leur vie. Mais derrière cette motivation se cache souvent une tentative de compenser un état d’épuisement du moi.

## Une piste de rétablissement: la bonne humeur
Des recherches récentes ont montré qu’un état d’esprit positif pouvait atténuer les effets de l’épuisement du moi sur les performances ultérieures. Dans une expérience, des participants ont été mis de bonne humeur grâce à un court programme comique ou à un petit cadeau inattendu. Résultat : ces personnes ont mieux réussi à s’autoréguler par la suite. Leur capacité mentale à résister aux distractions et à persévérer dans une tâche semblait avoir été rétablie plus rapidement.
Il ne s’agit pas d’un effet général sur la performance, mais d’un effet ciblé : la bonne humeur semble surtout bénéfique chez les personnes ayant déjà mobilisé leurs ressources d’autorégulation. Autrement dit, l’effet positif ne se manifeste qu’après un effort qui a entraîné une fatigue mentale.
Les chercheurs ignorent encore si l’humeur positive rétablit directement les ressources mentales épuisées, ou si elle incite simplement la personne à persévérer malgré la fatigue. Une chose est claire : l’épuisement du moi n’est pas provoqué par un état émotionnel négatif. Plusieurs études ont montré que les effets de l’épuisement persistent même lorsque l’état émotionnel est constant ou fait l’objet d’un suivi expérimental. L’humeur positive ne supprime donc pas l’épuisement ; elle en atténue les effets, une fois qu’il est survenu.

## Explications théoriques

### Hypothèse de la conservation
L’hypothèse de la conservation constitue l’une des explications proposées pour rendre compte de l’épuisement du moi. Elle distingue deux niveaux d’épuisement :
- un épuisement total, qui se traduit par une incapacité manifeste à se maîtriser ;
- un épuisement partiel, dans lequel l’individu réduit volontairement ses efforts pour ne pas atteindre le seuil critique d’épuisement complet.

Selon cette perspective, une personne peut ressentir une baisse d’énergie mentale sans que ses ressources soient totalement épuisées. Elle conserverait ainsi une réserve latente, mobilisable en cas de nécessité extrême — par exemple, dans des situations imprévues exigeant une forte maîtrise de soi. Ce mécanisme serait adaptatif, en ce qu’il permettrait à l’individu d’éviter un effondrement psychologique lors de circonstances critiques.
L’existence supposée de ce « réservoir caché » permettrait d’expliquer pourquoi certains facteurs motivationnels peuvent contrebalancer les effets d’un épuisement léger ou modéré : en présence d’un enjeu perçu comme prioritaire ou vital, la motivation pourrait suffire à libérer ces ressources résiduelles. L’épuisement du moi serait alors compris non comme un épuisement absolu, mais comme une forme de régulation psychologique préventive, visant à préserver des ressources mentales précieuses pour des situations futures à haute intensité.
Autrement dit, un individu se sentant fatigué ou mentalement vidé pourrait encore disposer d’un certain potentiel d’autorégulation — mais ce dernier resterait en principe inaccessible, sauf en cas de forte sollicitation émotionnelle ou motivationnelle.

## Critique

### Remises en question et modèles concurrents
Bien que l’idée selon laquelle la maîtrise de soi fonctionnerait comme une ressource limitée ait longtemps dominé les recherches en psychologie, certains spécialistes remettent aujourd’hui en question ce modèle de l’« épuisement du moi ».
En effet, si de nombreuses études ont semblé en confirmer l’existence, il n’existe à ce jour aucune mesure directe de ce phénomène. Les chercheurs s’appuient principalement sur des observations indirectes : par exemple, ils mesurent combien de temps une personne persiste dans une seconde tâche (dite « postdéplétion ») après avoir fourni un effort d’autorégulation dans une première tâche jugée exigeante. Toutefois, ces études se concentrent le plus souvent sur la performance moyenne, sans toujours prendre en compte l’évolution de la performance au fil du temps. Or, dans les rares études ayant modélisé cette trajectoire, aucune baisse significative n’a été constatée dès les premiers essais chez les participants supposément « épuisés »,.
Par ailleurs, plusieurs expériences ont examiné l’influence de l’humeur sur les résultats, sans en constater d’effet notable. Ces travaux suggèrent que le phénomène d’épuisement ne peut pas s’expliquer uniquement par une variation de l’état émotionnel.
Une autre piste critique repose sur l’éventuelle confusion avec la dissonance cognitive : certains chercheurs se demandent si ce que l’on attribue à une baisse réelle des capacités d’autorégulation ne relèverait pas, en réalité, d’un inconfort mental lié à des conflits internes suscités par les tâches expérimentales elles-mêmes. Autrement dit, les comportements observés pourraient refléter une tension psychique (dissonance) plutôt qu’un véritable épuisement des ressources mentales.

### Le modèle processuel
Face aux limites du modèle classique, Michael Inzlicht et Brandon Schmeichel ont proposé une autre explication, baptisée modèle processuel (process model). Contrairement à l’idée d’un simple appauvrissement des ressources mentales, ce modèle suggère que l’effort initial d’autorégulation provoque un changement de motivation : la personne n’est pas tant « épuisée » qu’amenée à délaisser l’effort de maîtrise de soi pour rechercher du plaisir ou un soulagement.
Ce changement s’accompagne d’un déplacement de l’attention : les signaux qui appellent à la vigilance et à la retenue sont progressivement ignorés au profit de ceux qui annoncent une gratification immédiate. Les auteurs soulignent que ce modèle ouvre de nouvelles perspectives pour comprendre la dynamique de la maîtrise de soi et appellent à approfondir les recherches sur les mécanismes cognitifs, motivationnels et affectifs qui l’influencent.
Une étude récente (2020), préenregistrée et menée auprès de 686 participants, a apporté un certain soutien empirique à ce modèle. En analysant les comportements à l’aide de modèles décisionnels issus des sciences cognitives, les chercheurs ont observé qu’en situation de déplétion, le seuil de décision était abaissé : autrement dit, les participants semblaient moins enclins à fournir un effort soutenu. Toutefois, leur capacité d’inhibition — c’est-à-dire la faculté de résister à une impulsion immédiate — n’était pas affectée, ce qui tend à confirmer l’idée que la baisse de performance ne provient pas d’une incapacité, mais d’un désengagement progressif face à l’effort.

## Controverse sur la reproductibilité et méta-analyses contradictoires
Jusqu’au milieu des années 2010, l’effet d’épuisement du moi était largement considéré comme robuste. Toutefois, un corpus d’études de plus en plus étoffé a depuis remis en question sa reproductibilité.
Une méta-analyse de 2010 portant sur 198 tests indépendants avait conclu à un effet significatif, d’ampleur modérée (d = 0,6). Même en tenant compte de l’existence probable d’études non publiées ayant échoué à reproduire l’effet, les auteurs estimaient qu’il était extrêmement improbable que l’effet n’existe pas.
Mais en 2015, une autre méta-analyse, réalisée par Carter et McCullough à partir de plus de 100 études, a contesté ces conclusions. Selon eux, l’analyse de 2010 n’avait pas pris en compte les biais de publication. Leur propre étude mettait en évidence un tel biais sur le plan statistique. Une fois ce facteur intégré dans le calcul, l’estimation de l’effet tombait à une valeur faible (d = 0,2), et devenait statistiquement non significative,.
Michael Inzlicht et ses collègues ont salué la rigueur de cette nouvelle analyse, tout en soulignant que les techniques de correction des biais ne sont pas suffisamment précises pour produire une estimation fiable de la taille réelle de l’effet,. De leur côté, Cunningham et Baumeister ont répliqué en affirmant que l’étude de Carter et McCullough comportait des erreurs dans la collecte des données comme dans certaines des méthodes d’analyse employées.
En 2016, Ulrich Schimmack a publié une méta-analyse centrée uniquement sur les études déjà publiées. Il a constaté que la majorité d’entre elles n’obtenaient des résultats significatifs qu’en raison d’un hasard favorable dans l’échantillonnage. Selon lui, vu la faible puissance statistique de la plupart des recherches disponibles, on devrait s’attendre à trouver de nombreux résultats non significatifs — or ces derniers sont largement absents de la littérature scientifique. Ce constat rejoignait, par une autre méthode, la démonstration de biais de publication mise en évidence par Carter et McCullough. Schimmack a toutefois identifié un petit nombre d’études suffisamment puissantes pour fournir des éléments tangibles en faveur de l’effet d’épuisement du moi. Ce sont, selon lui, les meilleures candidates pour un projet de réplication à grande échelles.
Justement, une vaste étude de réplication menée en 2016 dans une vingtaine de laboratoires à travers le monde, auprès de 2 141 participants et selon un protocole unique, n’a trouvé aucune preuve en faveur de l’effet d’épuisement du moi,. En réaction, Baumeister et Vohs ont fait valoir que le protocole original proposé par Baumeister avait été écarté par les organisateurs du projet. Après une impasse dans les discussions, ils ont accepté à contrecœur un protocole modifié, qui différait sensiblement des expériences initiales de 1998.
Cependant, un second projet de réplication, conduit séparément par Kathleen Vohs avec la participation de 36 laboratoires et impliquant 3 531 participants, a lui aussi échoué à reproduire l’effet d’épuisement du moi (d = 0,06), soit une valeur dix fois plus faible que celle estimée dans la méta-analyse de Hagger publiée en 2010. Des difficultés semblables ont été relevées lors de la tentative de répliquer cinq autres variantes du protocole original.

## Voir également
- Akrasia
- Fatigue décisionnelle
- Régulation émotionnelle
- Libre arbitre
- Maîtrise
- Maîtrise de soi
- Théorie des cuillères
- Autosurveillance (en)
- Auto-observation (en)